# ドット絵

ドット絵の解像度比較。中央のドット絵に対して、左は解像度を変えず画面比率を引き延ばして拡大。右は解像度を上げてドット絵そのものを大きくしたもの。

ドット絵（ドットえ）とは、主としてコンピュータ上における画像の表現方法・作成方法の一形態であり、表層的には通常の目視でピクセルが判別できる程度に解像度が低いビットマップ画像と捉えることができる。ピクセルアート（英: pixel art）とも呼ばれる。

## 特徴
ドット絵（ピクセルアート）の正式な定義はないが、各構成単位（ドット）が肉眼で識別できる矩形である、単位の大きさは互いに等しくグリッドに沿って配置されている、単位ごとにひとつの色を持つ、といった特徴を持つ。構成単位となる各ドットの大きさは1×1ピクセルである必要はなく、例えば4×4ピクセルであってもかまわない。ディスプレイからの距離にもよるが、人間の眼が画素を識別できる限界（分解能）は450 ± 50 ppi程度とされており、高精細ディスプレイで識別可能なドット絵を表示するには拡大表示しなければならない場合もある。

## 背景

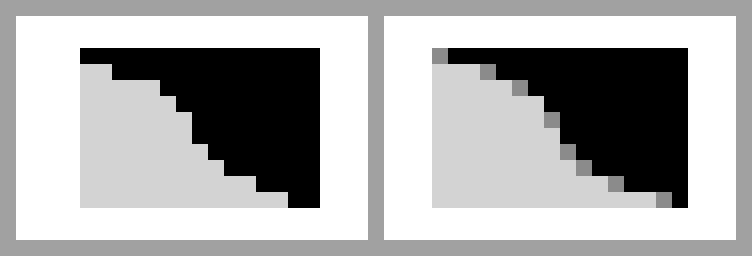
ドット間の色味を補完するアンチエイリアス。

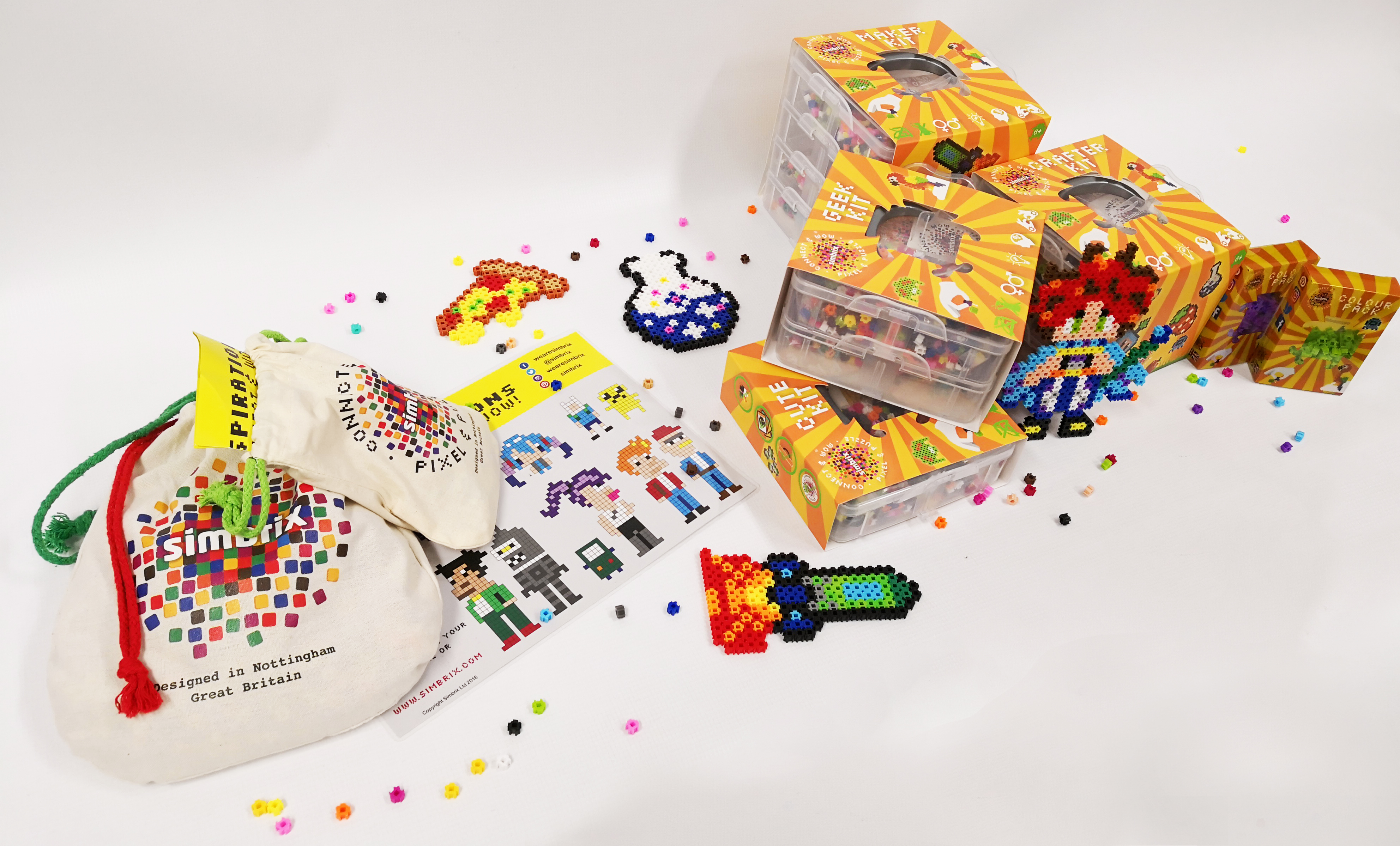
ドット絵を再現したアイロンビーズ

ドット絵は、主に黎明期から1990年代前半にかけてのパーソナルコンピュータ（パソコン）もしくはコンシューマー向けゲーム機で、もっともよく用いられた表現形態である。2000年代のフィーチャーフォンでも多用されていた。
当時は、画面の解像度および発色数・メモリ容量・CPU速度などのハードウェア的な制約、およびそれを受けたソフトウェア的な制約から、ベクター画像（ベクトル画像）や大規模なビットマップ画像を使用できなかったため、やむなく限られた解像度・色数などでグラフィックを表現する必要性があった。その中で、いかに美しさや視認性の良さを追求するかが、当時のグラフィック作成における肝であった。
特に、移動するオブジェクトについてはスプライトという小さな画像単位で扱う必要があり、したがって、ゲームのキャラクターなどは総じてこのスプライト内に収めるために、何らかのデフォルメを施されて表現されることとなった。また、キャラクターのデザインにおいて、ドット絵で表現されることを前提とした特徴を備えさせることも珍しくない。世界で最もよく知られている任天堂のキャラクター、マリオの口ひげや帽子、手袋、服のサスペンダーが、最たる例である。
1990年代中期からポリゴンやテクスチャマッピングを駆使した3次元コンピュータグラフィックス (3DCG) による立体的・写実的な空間表現が台頭し、さらにハードウェアの性能や画面解像度が急速に向上するにつれて、次第にドット絵はコンピュータ上でのグラフィックス表現の主流ではなくなっていったが、制約の中から生まれるデフォルメ（特徴を抽出した簡略化）や手作業による緻密な配置工程といった、3DCGにはない味わいを持つアートの一形態としてドット絵が再評価される動きもある。
なお、画像形式のひとつGraphics Interchange Format (GIF) では、マルチイメージ機能によるGIFアニメーションを実現することができ、またほとんどのウェブブラウザがGIF画像を表示できることから、ウェブ上でアニメーション表現によく使われている。GIFは最大で256色までしか使えず、写実的な動画は大幅な減色が必要になってしまうほか、音声データを含めることもできないなど制約の多い形式だが、最初から少ない色数で表現することを意図したドット絵はGIFと相性がよく、またドット絵のアニメーションは高解像度のリッチな動画とは違った独特の雰囲気を持つ。

## ドット絵とブラウン管
ブラウン管（CRT）方式のテレビやモニターで表示することを前提としていた時代のゲーム作品では、開発機材もブラウン管を使っており、ブラウン管特有の自然な「にじみ」を前提としてドット絵が作成されていた。このようなドット絵を、ブラウン管で表示すると実際の解像度よりも高い解像度で豊かに表現されているように見えるが、液晶などの画素の境界がはっきりした画面で表示すると雰囲気が変わってしまい、チープな印象を受ける。また、ブラウン管は画素が横長の長方形であったため、画素が正方形の画面で表示すると縦横比が変わってしまう。レトロ表現手法のひとつとして、液晶画面でもこのブラウン管での表示を疑似的に再現するためのソフトウェア的な試みがなされることもある。
英語のドット（dot）は本来「点」や「水玉」という意味だが、ブラウン管のにじみにより丸く見えたことからドットと呼ばれるようになったという説がある。